# Asilus pusio
Asilus pusio är en tvåvingeart som först beskrevs av Christian Rudolph Wilhelm Wiedemann 1819.  Asilus pusio ingår i släktet Asilus och familjen rovflugor. Inga underarter finns listade i Catalogue of Life.